# ’Ndrangheta
A ’ndrangheta olasz bűnszervezet, amelynek székhelye Calabria régiójában van.

## Nevének eredete
A ’ndrangheta a görög andragathía, hősiesség és erény, vagy talán a görög andros agathos, a „jó ember” kifejezésekből származik. 

## Története
A Montalbano család Onorata società e Picciotteria néven hozta létre a bűnszövetkezetet. Nem olyan híres, mint a szicíliai Cosa Nostra, de jóval befolyásosabb és zártabb, nehezebb bekerülni a soraikba, mint a szicíliai maffiába. Az 1970-es „Golpe Borghese” államcsínykísérletben Paolo De Stefano főnök volt a felelős azért, hogy a ’ndrangheta ne álljon meg egy vidéki bűnözői csoport szintjén, hanem a világ egyik legnagyobb bűnözői szervezetévé váljon.
Bár az olasz szervezett bűnözés tagjait maf(f)iozóknak nevezik, bármely „’ndrangheta” klántag „’ndrinu” néven ismert, és maga a klán a „’ndrina”. Amellett, hogy a rokonság előny, az ’ndranghetisták jól elvegyülnek környezetükben, külső megjelenésüket tekintve nem feltűnőek.[forrás?]

## A hatalmi struktúra
Ellentétben a többi maffiaszervezettel, amelyek piramisrendszerben épülnek fel, a ’ndrangheta-csoportok vérségi kapcsolatokon alapulnak („Ndrine”-nek nevezik), körülbelül 50-200 klán, összesen mintegy 6000 taggal. A maffiában még mindig számos híres család van, bár néhány hírhedt maffiózó elhagyta Olaszországot. Antonio Nigro például, aki apjától megörökölte a szervezet jelentős részét, a bátyjával Brazíliába szökött, és megnyitotta ágy-, asztal- és fürdőneművel foglalkozó iparágát, főleg a tiltott tevékenységek (pl. pénzmosás) leplezésére, annak ellenére, hogy ez az akkori Brazília egyik legnagyobb iparága volt. Amikor minderre fény derült, Nigro öngyilkosságot követett el (jogilag nem bizonyítottan), magára hagyva a feleségét (egy valódi grófnőt) és kisebb gyermekeit, az ikreket. Csak azt lehet tudni, hogy a lánya operaénekesi karriert futott be, mást semmit a Nigro család ezen részéről. A ’ndranghetában a hatalom patriarchális dinasztikusan öröklődik: az apa legidősebb fia, akinek ugyanaz a családneve, irányítja, majd az ő fia és így tovább. Röviddel Tony eltűnése után „területét” az unokatestvére, Francesco Berroni szerezte meg.[forrás?]

## Gazdasági háttere
A Direzione Investigativa Antimafia (Maffiaellenes Nyomozóhivatal) és a Guardia di Finanza (Pénzügyőrség) hatóságok vizsgálati megállapítása szerint a ’ndrangheta jelenleg a világ egyik legerősebb bűnszervezete. Gazdasági tevékenysége a nemzetközi drogkereskedelem, az illegális hulladékártalmatlanítás, a fegyvercsempészés, az uzsora, a prostitúció, a hamisítás és az emberkereskedelem területén zajlik. Ami a kábítószer-kereskedelmet illeti, az olasz kutatók becslése szerint az Európába hozott kokain 80%-a a calabriai Gioia Tauro kikötőjén halad át. További tevékenységei közé tartozik a pénzmosás és a hagyományos bűncselekmények, mint például a kizsákmányolás és a zsarolás. „A ’ndrangheta illegális nyereségét törvényes ingatlan- és pénzügyi tevékenységekbe fekteti. Az olasz hatóságok 2013-ban 53 milliárd eurós forgalmat becsültek nála.”

## Elterjedése világszerte
Olaszországon kívül a ’ndrangheta 400 fontos szervezettel rendelkezik, 30 különböző országban, 60 ezer fővel.

## Fordítás
Ez a szócikk részben vagy egészben  a(z)   'Ndrangheta című portugál Wikipédia-szócikk ezen változatának fordításán alapul.  Az eredeti cikk szerkesztőit annak laptörténete sorolja fel. Ez a jelzés csupán a megfogalmazás eredetét és a szerzői jogokat jelzi, nem szolgál a cikkben szereplő információk forrásmegjelöléseként.